# HD 95788
HD 95788，又名CP-80 509，SAO 258599、HR 4304，是一颗恒星，视星等为6.71，位于銀經298.73，銀緯-19.62，其B1900.0坐标为赤經10h 58m 3.3s，赤緯-81° -19.62′ 16″。